# Taxonomia de Lineu
A Taxonomia de Lineu é extensamente usada nas ciências biológicas.  Ela foi desenvolvida por Carolus Linnaeus (Conhecido normalmente como Carl von Linné, ou em português como Carlos Lineu) no Século XVIII durante a grande expansão da história natural.  A taxonomia de Lineu classifica as coisas vivas em uma hierarquia, começando com os Reinos. Reinos são divididos em Filos. Filos são divididos em classes, então em ordens, famílias, gêneros e espécies e, dentro de cada um em subdivisões. Grupos de organismos em qualquer uma destas classificações são chamados taxa (singular, taxon), ou phyla, ou grupos taxonómicos.

## Esquema Taxonômico

A hierarquia da classificação científica dos seres vivos.

Sumário apresentado do mais geral para o mais específico:
- Império
  - Superdomínio
- Domínio
- Reino
- Filo (animais) / Divisão (plantas)
  - Subfilo / Subdivisão
  - Superclasse
- Classe
  - Subclasse
  - Superordem
- Ordem
  - Subordem
  - Superfamília
- Família
  - Subfamília
- Gênero
  - Subgênero
- Espécie
  - Subespécie

## Exemplo
Considere-se a classificação do hibisco-da-síria:
- Reino: Plantae (Todas as plantas)
- Divisão ou Filo : Magnoliophyta
- Classe: Magnoliopsida
- Ordem: Malvales
- Família: Malvaceae
- Gênero: Hibiscus
- Espécie: Hibiscus syriacus

## Características
Quando um cientista classifica um novo ser vivo, ele procura classificá-lo dentro de uma categoria já existente, baseado em uma lógica estabelecida, verifica qual família ele pertence e no fim encontra o nome mais adequado àquela espécie. Lineu estabeleceu o mais usado padrão de classificação taxômica.
Uma qualidade da Taxonomia de Lineu é que ela pode ser usada para desenvolver um sistema simples e prático para organizar dos diferentes tipos de organismos vivos. O aspecto mais importante é o uso geral da nomenclatura binominal, a combinação de um nome genérico  e de um nome específico (syriacus, neste exemplo), para identificar a espécie. No exemplo acima, o hibisco da síria é unicamente identificado pelo binome Hibiscus syriacus.  Nenhuma outra espécie de planta pode ter este binome.  Deste modo, a todas as espécies pode se dar um único e estável nome.
Regras para o nomeamento a classificação apropriados para todos os tipos de organismos vivos sob o sistema taxonômico de Lineu tem sido adotadas por biólogos profissionais. As regras que governam a nomenclatura e classificação das plantas e dos fungos estão contidas no Código Internacional de Nomenclatura Botânica, mantido pela Associação Internacional para a Taxonomia das Plantas. Códigos similares existem para animais e bactérias. Cientistas seguem estes códigos de modo que os nomes dos organismos possam ser os mais claros e estáveis possíveis.
Durante o tempo, nosso entendimento das relações entre as coisas vivas mudou. A grande mudança foi a aceitação difundida da evolução como o mecanismo da diversidade biológica e a formação das espécies.  Agora, em alguns sistemas, incentiva-se geralmente que os grupos taxonômicos sejam monofiléticos (ver cladística).
Originalmente Lineu tinha 3 Reinos em seu esquema, chamados Plantae, Animalia e um grupo adicional Mineralia  para minerais, o qual foi abandonado (Cf. Taxonomia dos Minerais segundo Lineu).  Desde então, várias formas tem sido movidas para três novos reinos - Monera, para procariontes, Protista(alguns cientistas chamam este grupo de Protoctistas), para protozoários e algas, e Fungi.  Este esquema está ainda longe da filogenia ideal e o esquema de cinco reinos foi suplantado pela maior parte no trabalho taxonômico moderno por uma divisão em três domínios - Bacteria e Archaea, que contém os procariontes, e Eukaryota, compreendendo as formas restantes.  Isto foi precipitado pela descoberta dos Archaea.
Veja também árvore evolucionária, que tem algumas subdivisões mais adicionais e apresenta a visão taxonômica atual.